# Bang Bon
Bang Bon (in thailandese: บางบอน) è uno dei 50 distretti (khet) della città di Bangkok, in Thailandia.